# باول هاردي
باول هاردي (بالإنجليزية: Paul Hardy)‏ هو محامي وسياسي أمريكي، ولد في 18 أكتوبر 1942 في الولايات المتحدة. حزبياً، نشط في الحزب الجمهوري والحزب الديمقراطي. وقد انتخب عضو مجلس ولاية لويزيانا.